# Emilia
Emilia är ett förnamn, den feminina formen av Emil som troligtvis kan härledas till det romerska släktnamnet Aemilius (Aemilia för den feminina motsvarigheten), som betyder ivrig eller flitig.
Emilia har använts i Sverige sedan mitten av 1600-talet, och namnets popularitet i Sverige har ökat markant sedan 1970-talet.[källa behövs]
Den 31 december 2014 fanns det totalt 25 776 kvinnor folkbokförda i Sverige med namnet Emilia, varav 12 954 bar det som tilltalsnamn.
En engelsk variant av namnet är Emily. Det har förekommit i Sverige sedan början av 1800-talet. Den 31 december 2014 fanns det totalt 2 849 kvinnor folkbokförda i Sverige med namnet Emily, varav 2 003 bar det som tilltalsnamn. En stavningsvariant speciellt hos personer med baltoslaviska rötter är Emilija.
Namnsdagen infaller i Sverige numera den 14 november, men var under perioden 1901–2000 den 23 januari. Dagen firas tillsammans med Emil. I den finlandssvenska namnsdagslängden har Emilia namnsdag 19 maj sedan starten 1929, då en egen namnsdagskalender togs i bruk för finlandssvenskar.

## Personer med namnet Emilia

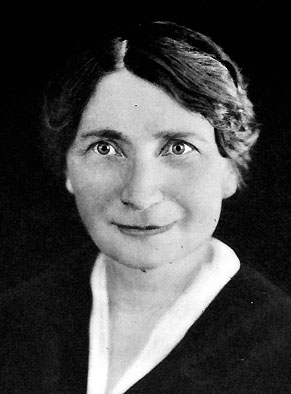
Emilia Fogelklou

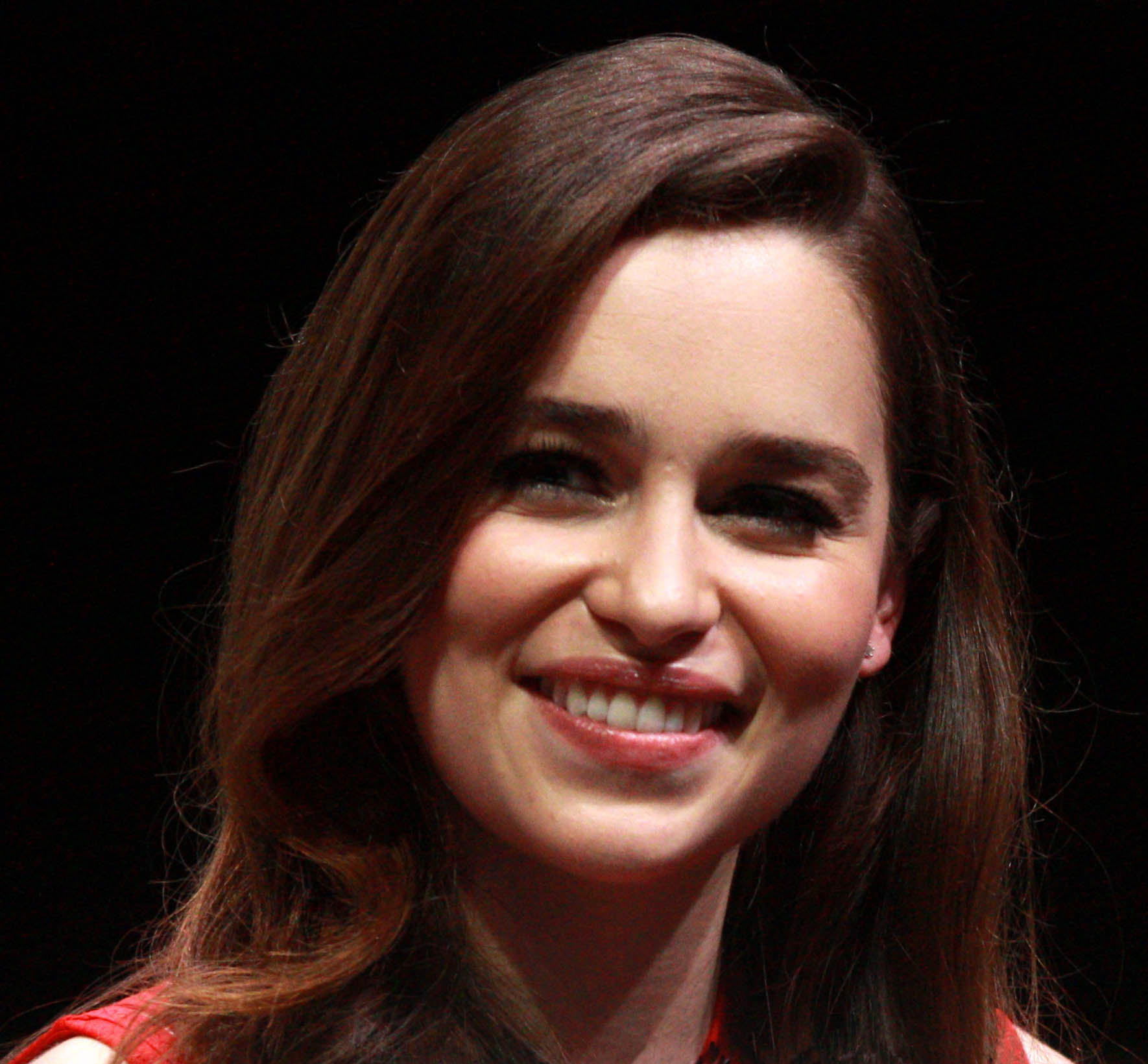
Emilia Clarke

- Emilia av Oranien, portugisisk titulärdrottning
- Emilia Ahnfelt-Laurin, svensk sångförfattare
- Emilia Amper, svensk musiker
- Emilia Appelqvist, svensk fotbollsspelare
- Emilia Broomé, svensk kvinnorättskämpe
- Emilia Clarke, brittisk skådespelare
- Emilia Dragieva, bulgarisk friidrottare
- Emilia Eberle, rumänsk gymnast
- Emilija Erčić, jugoslavisk handbollsspelare
- Emilia Fahlin, svensk tävlingscyklist
- Emilia Fogelklou, svensk teolog och författare
- Emilia Fox, brittisk skådespelerska
- Emilija Jordanova, bulgarisk skidskytt
- Emilija Kokić, kroatisk popsångerska
- Emilia Mary Lennox, brittisk hertiginna
- Emilia Pikkarainen, finsk simmerska
- Emilia Pardo Bazán, spansk författare
- Emilia Plater, polsk-litauisk revolutionär och nationalhjälte
- Emilia de Poret, svensk sångerska och låtskrivare
- Emilia Ramboldt, svensk ishockeyspelare
- Emilia Reimer, svensk fotbollsspelare
- Emilia Rydberg Mitiku, svensk sångerska
- Emilia Töyrä, svensk politiker (s)
- Emilia Uggla, svensk pianist och sångerska
- Emilia Valeva, bulgarisk sångerska

### Fiktiva personer med namnet Emilia
- Emilia Ridderfjell är Berts klasskamrat och lite senare in i berättelserna även flickvän, i serien om Berts universum

## Personer med namnet Emily

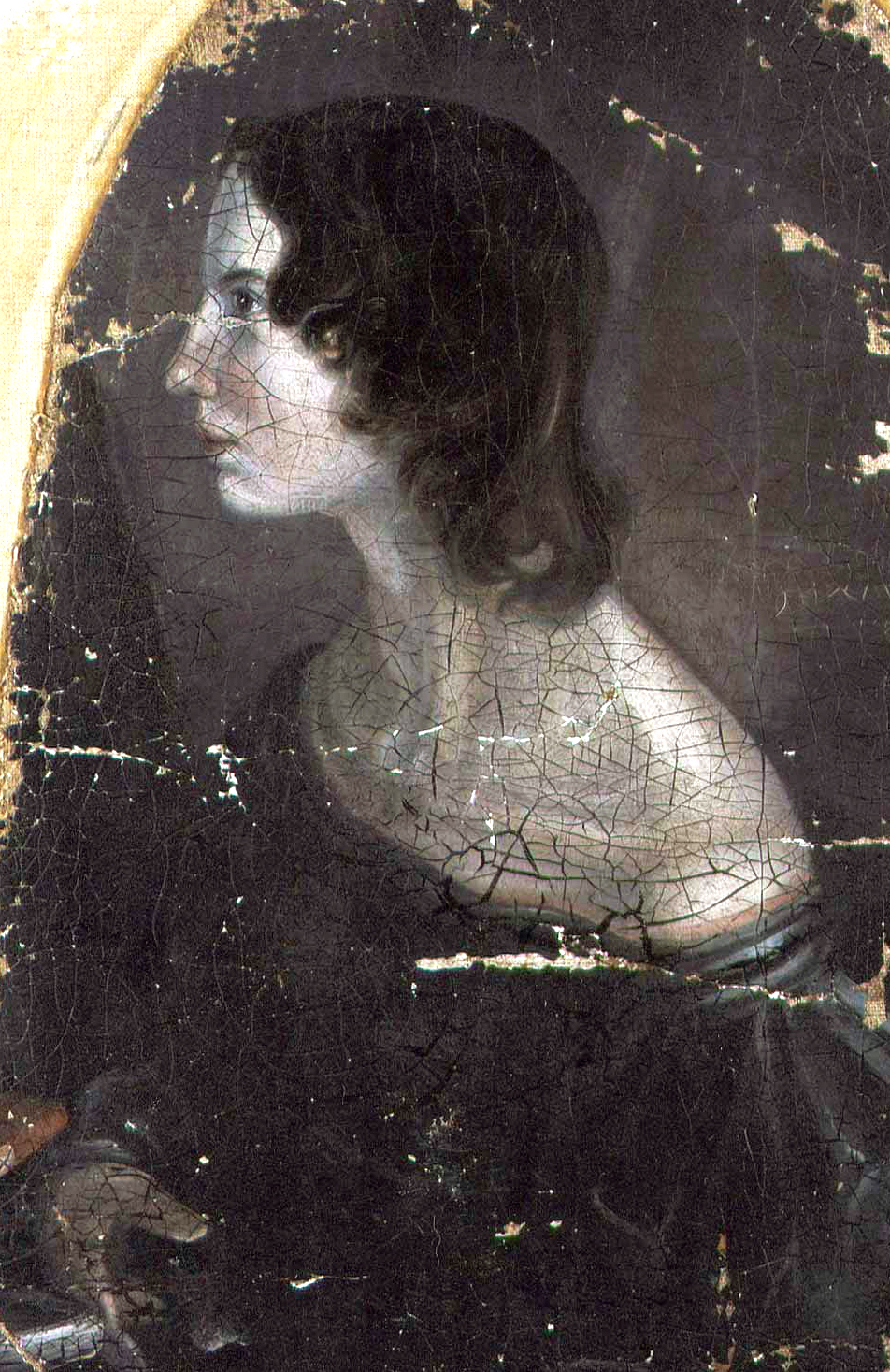
Emily Brontë

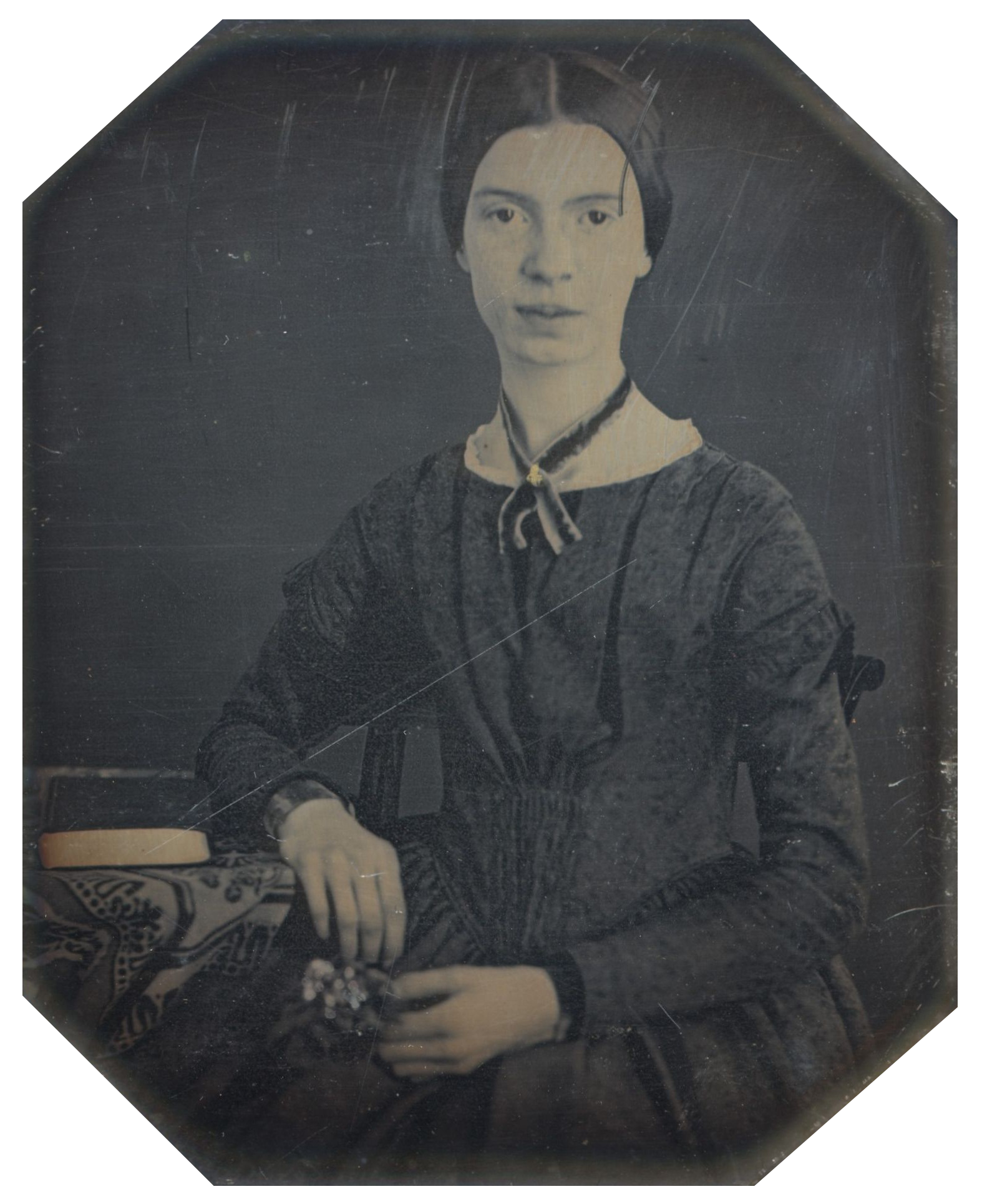
Emily Dickinson

- Emily Greene Balch, amerikansk akademiker, författare och pacifist, mottagare av Nobels fredspris
- Emily Blunt, brittisk skådespelare
- Emily Brontë, brittisk författare
- Emily Browning, australisk skådespelare
- Emily Brydon, kanadensisk alpin skidåkare
- Emily Davies, brittisk kvinnorättskämpe
- Emily Davison, brittisk kvinnorättskämpe
- Emily Deschanel, amerikansk skådespelare
- Emily Dickinson, amerikansk poet
- Emily Faithfull, brittisk författare
- Emily Freeman, brittisk friidrottare
- Emily Greene Balch, amerikansk pacifist, mottagare av Nobels fredspris
- Emily Hood Westacott, australisk tennisspelare
- Emily Kinney, amerikansk skådespelare och sångerska
- Emily Mortimer, brittisk skådespelare
- Emily Nonnen, engelsk-svensk författare och konstnär
- Emily Osment, amerikansk skådespelare och sångerska
- Emily Perkins, kanadensisk skådespelare
- Emily Procter, amerikansk skådespelare
- Emily Rios, mexikansk-amerikansk skådespelare och fotomodell
- Emily Robison, amerikansk musiker, medlem i bandet Dixie Chicks
- Emily Seebohm, australisk simmare
- Emily VanCamp, kanadensisk skådespelare
- Emily Watson, brittisk skådespelare
- Emily Wickersham, amerikansk skådespelare
- Emily Zurrer, kanadensisk fotbollsspelare

### Fiktiva personer med namnet Emily
- Emily the Strange, seriefigur